# Шленёв, Николай Алексеевич
Николай Алексеевич Шленёв (1777— 18 марта 1863 года) — горный инженер, главный начальник Алтайских заводов и Томский гражданский губернатор (1835—1838).

## Биография
- После окончания Горного училища (1796) служил на Алтайских горных заводах, управляющим Салаирским рудником, управляющим Сузунским медеплавильным заводом.
- В 1811 году прибыл на Урал с ревизией.
- В 1811—1813 годах проводил разведку Уфалейских месторождений золота.
- С 1814 по 1822 годах был горным начальником Екатеринбургских заводов и Екатеринбурга. При нём были открыты первые золотые россыпи Л. И. Брусницыным, работу которого он высоко ценил и поддерживал.
- Генерал-аншеф Берг-Академии в Екатеринбурге.

В связи с Отечественной войной 1812 года нужда в металлах крайне обострилась, и на Урал из столицы шли строжайшие предписания.
Горный начальник Екатеринбургских заводов и города Екатеринбурга Н. А. Шленев, недавно занявший эту должность, принимал энергичные меры. В числе их было и назначение на Первопавловскую рудотолчейную фабрику смотрителем по всему золотому производству мастерового Льва Брусницына. Должность смотрителя до этого занимал чиновник IX класса, дела при нем шли плохо, и все же замена горного офицера на мастерового была событием по тем временам необычайным.
Брусницын начал работать с 11 лет, в 1795 году, был промывальщиком, крепильщиком, дробильщиком, пробщиком, плавильщиком, рудоищиком. Безусловно, он обладал выдающимися способностями, коль не сломил его воистину каторжный «денно-нощный» труд. Сумел он хорошо овладеть грамотой и практически освоить весь курс горных наук.
К тому же ему еще и повезло. На разведке уфалейского золота он работал под непосредственным руководством Шленева и проявил себя так, что генерал о нем не забыл и в дальнейшем предпочел его офицеру.
- Был отстранён от должности после рабочих волнений на Березовских промыслах.
- С 1822 по 1830 год служил вице-директором в Департаменте Горных и Соляных Дел.
- В 1823 году был избран почётным членом Вольного общества любителей словесности, наук и художеств (1801—1826).
- C 1830 по 1834 год — командир Горного Кадетского Корпуса.
- В 1835—1838 годах — главный начальник Алтайских заводов и Томский гражданский губернатор. В Томске при нём был построен Тюремный замок, началось строительство здания присутственных мест (ныне СФТИ, ныне памятник архитектуры федерального значения). Уехал из Томска в Санкт-Петербург, где получил новое назначение.
- С 1838 года — вице-директор Санкт-Петербургского Монетного двора.
- Почётный профессор Петербургского университета.
- Почётный профессор Казанского Университета.
- Умер в 1863 году в Санкт-Петербурге. Похоронен на Смоленском православном кладбище.